# 眼斑手躄魚
眼斑手躄魚（学名：Antennatus nummifer），又名錢斑躄魚、五腳虎，为輻鰭魚綱鮟鱇目躄魚亞目躄魚科躄魚屬下的一个种，為亞熱帶海水魚，分布於印度太平洋區，從紅海、東非、波斯灣至夏威夷、社會群島，北起日本，南迄紐西蘭；東大西洋區，包括亞速群島、馬得拉群島、加納利群島與聖赫勒拿島海域，棲息深度0-239公尺，本魚色彩多變，包括黃色、粉紅、紅色、褐色或黑色，在背鰭鰭條後面的基底具一個深色的斑點，誘餌大約長度相等第二背鰭棘，凸起的餌球有絲狀的觸鬚，腹鰭鰭條分叉，有尾柄，眼通常有從它的瞳孔放射的條紋，背鰭硬棘3枚、背鰭軟條12-13枚、臀鰭軟條7-8枚，體長可達13公分，棲息在潟湖及臨海礁石區，底棲性，卵生的，卵是黏在絲帶狀的鞘或者凝膠黏液團被稱為卵筏或卵罩，可作為觀賞魚。